# Ray Watts
Ray Roberts Clayton Watts (* 10. Dezember 1970 in Linz) ist ein österreichischer Sänger, Komponist, Produzent, DJ und Verleger. Er komponierte über 1000 Songs. Weiters ist er Inhaber der Plattenfirma WattsMusic.

## Kindheit und Jugend
Watts stand mit drei Jahren gemeinsam mit seinem Vater auf der Bühne und gründete als Kind mit zwei Schulkollegen eine Band. Mit 14 Jahren veröffentlichte er seine erste selbst komponierte und getextete Single Knock, welche auf Ö3 gespielt wurde.

## Karriere
Mit seiner damaligen Lebensgefährtin Bianca trat er als Bianca und Ray auf. Mit Liebesliedern wie Bis ans Ende der Welt und Solo con te waren sie gemeinsam zu Gast bei Schlagershows wie Wenn die Musi spielt oder dem Grand Prix der Volksmusik. Nach der beruflichen und privaten Trennung begann seine Salzburger Laufbahn als Musikproduzent. Dabei arbeitete er unter anderem für und mit DJ Ötzi, Die Paldauer, Die Edlseer, Leona Anderson, Kurt Elsasser, Petra Frey uvm. Das von ihm produzierte Album Sternstunden von DJ Ötzi errang in Österreich Platin-Status.

### X-Ray
Unter dem Künstlernamen X-Ray tritt er in Clubs auf und hat mit seinen Pop-Songs Chartplatzierungen. Mit seiner Single Strada della musica wurde er 2001 für den Amadeus in der Kategorie Single des Jahres national nominiert. Sein zweiter Hit Fiesta Amigos wurde noch vor Veröffentlichung in die Kompilation Bravo Hits 33 aufgenommen. Auch die Folgesingles erreichten allesamt Top-20-Platzierungen in den Verkaufscharts. Mit dem Titel What U Get Is What U C war er zwei Wochen in den Top 10 der österreichischen Verkaufscharts, dieser Titel platzierte sich in zahlreichen Ländern weltweit.

### Ray Watts
Seit dem Jahr 2014 tritt Ray Watts unter seinem bürgerlichen Namen als Künstler in Erscheinung. Alle bisher unter diesem Namen veröffentlichten vier Singles (Angels, Queen of Lissabon, Her Soul, Vegas) erreichten die Top 30 der österreichischen Verkaufscharts. Mit dem Song „Vegas feat. G.G.“ war Ray Watts im Jahr 2016 Testimonial von RTL 2 Österreich. Ende 2018 veröffentlichte er die Single „Love is on Fire“ gemeinsam mit Ron Glaser & The Ridin´Dudes.

### Tätigkeit als Produzent und/oder Komponist
Ray Watts ist alleiniger und geschäftsführender Inhaber der Watts Music GmbH. Er komponiert, textet und produziert unter anderem für folgende Künstler (Auswahl):
- Ray Watts bekannt auch für What U Get Is What U C[3]
- Francine Jordi
  - Halt mich noch einmal

- DJ Ötzi
  - Gemma Bier trinken
  - X-Mas Time[4]
  - vier Titel vom Album Sternstunden (Platinstatus in Deutschland)

- Anna-Maria Zimmermann (DSDS-Finalistin)
  - Single Der erste Kuss[5] und Album
  - Wer ist dieser DJ?[6]"

- Naddel und Kurt Elsasser
  - Album Weiße Pferde[7]

- Greg Bannis
  - Album Hot Chocolate Girl oder „Will u still love me in the rain“[8][9]
- Bars and Melody[10]
- Johnny Orlando[11]
- Carmen Geiss[12] Album Der Burner und Titelsong Runners[13] für die RTL2-Sendung Die Geissens mit Ehemann Robert Geiss
- Aneta Sablik
  - Christmas Fever[14]